# Psychotria quisumbingiana
Psychotria quisumbingiana là một loài thực vật có hoa trong họ Thiến thảo. Loài này được Sohmer & A.P.Davis mô tả khoa học đầu tiên năm 2007.